# Villa Fortunatus
La Villa Fortunatus est un site archéologique de l'Hispanie romaine situé dans la municipalité de Fraga dans la province de Huesca,.

## Historique
L'arrivée des Romains date du IIe siècle av. J.-C. Dans l'Antiquité, la ville appartenait au Conventus juridici Cesaraugustano , au sein de la province romaine de Tarraconaise. Il s’agit de l’un des exemples les plus importants de l’architecture rurale romaine d’Aragon.
Au fil du temps, le site s'est désintégré jusqu'à ce qu'il soit retrouvé au XIXe siècle, lorsque l'intérêt pour celui-ci a commencé à se manifester en raison du nouveau goût social et artistique pour la culture classique. Il a été étudié depuis par différents groupes et chercheurs, tels que l'Université de Barcelone, l'Université de Saragosse et Josep Calassanç Serra i Ràfols (es), entre autres. Actuellement, depuis 2001, le site est la propriété du gouvernement d'Aragon, qui en assure pleinement la gestion. En 2004, il a été déclaré bien culturel d'intérêt national. Entre 2006 et 2008, tout a été couvert pour protéger le patrimoine.

## Description

### La villa

Plan de la villa (en bleu) et de la basilique paléochrétienne (en vert).

La villa semble avoir été construite au  IIe siècle av. J.-C.. La partie la plus ancienne est l'aile ouest (6). Entre les IIIe et IVe siècles, elle fut agrandie, reliant la nouvelle partie par un escalier, car elle était plus haute.
La villa possède un péristyle rectangulaire mesurant 20,5 × 17 m, dont les bases des colonnes sont conservées, avec un podium, des bases et des fûts de colonnes. Le jardin central, de 350 m2, conserve un aquarium public (2), décoré de fresques sur le thème marin, et un puits d'eau (3). 
Les chambres des propriétaires de la villa se trouvaient du côté ouest (6). L'espace public de la villa, où se déroulaient les réceptions et les fêtes, se trouvait dans l'aile sud (4). C'est l'espace le plus attractif, qui était voûté, et où se trouvait la salle de réception(4). 
À l'est se trouvaient les thermes romains et les latrines (9).

### La basilique

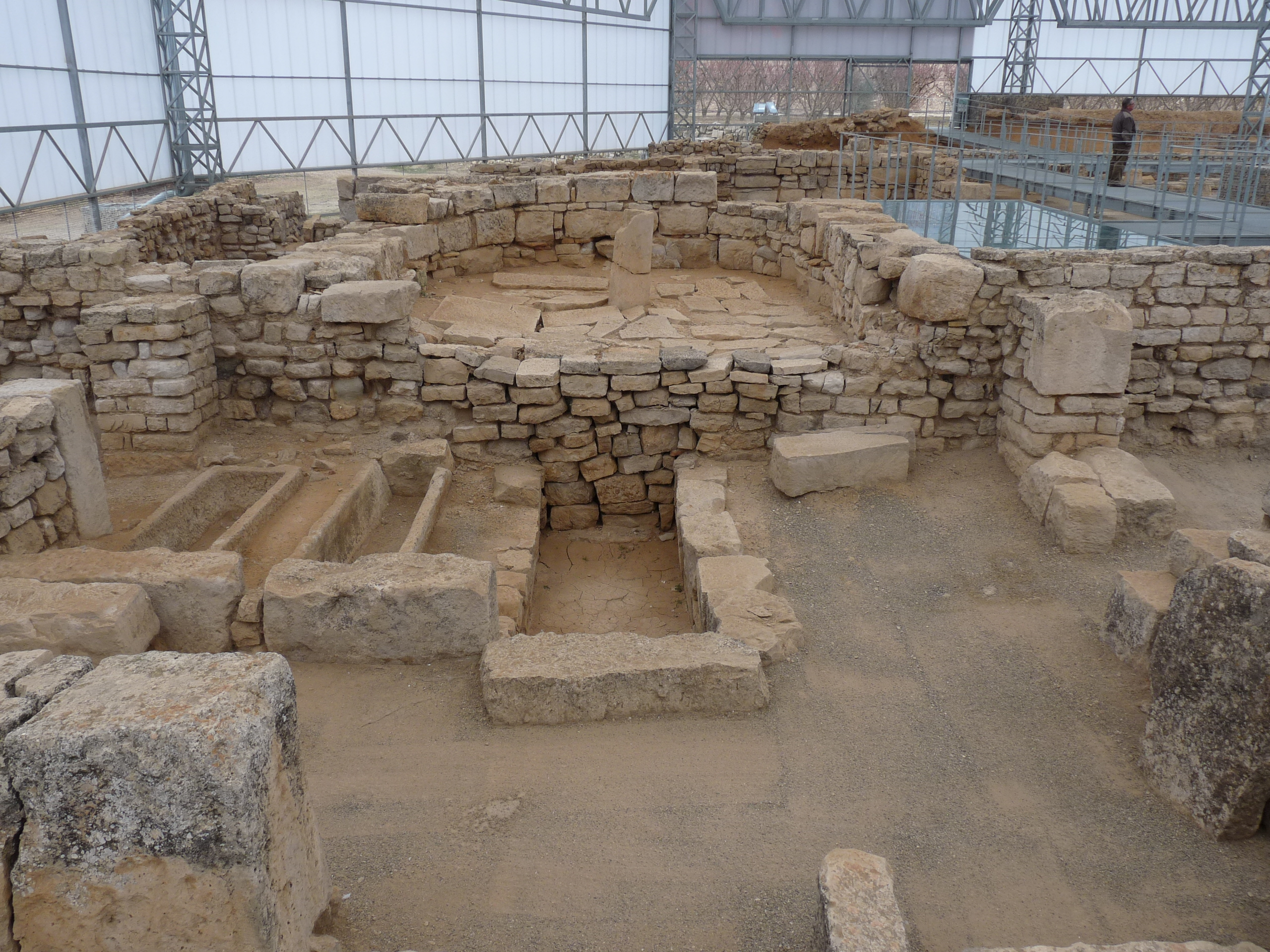
La basilique paléochrétienne.

Au VIe siècle, après l'abandon de la villa, une basilique paléochrétienne (A) fut construite dans l'aile ouest de la villa, accolée à la galerie du péristyle. Le plan basilical à trois nefs se termine par une abside (B), semi-circulaire à l'intérieur et carrée à l'extérieur. 
Au pied se trouve un baptistère (C), avec les fonts baptismaux entouré de quatre colonnes et enfoncé dans le sol. À côté se trouve un autel votif romain renversé.
Une pièce considérée par certains comme une porte, avec un chrisme, et par d'autres comme une pierre tombale, a été récupérée dans cette zone, en plus d'un chapiteau wisigoth qui parle de survivances à cette époque. Dans ses époques ultérieures, qui s'étendent jusqu'à la période wisigothique, elle aurait pu devenir une nécropole ou un cénotaphe.

### Les mosaïques
La villa était richement décorée de mosaïques, dont certaines datent du IVe siècle. Toute la galerie autour de la cour avait un sol décoré de mosaïques. Ce sont des motifs géométriques avec des carreaux noirs et blancs qui sont conservés dans les ruines, contrairement aux mosaïques précédentes déplacées au musée de Saragosse.
La mosaïque portant le nom FORTV - NATVS est ce qui a donné son nom à la villa. Il s'agit d'un grand fragment de la moitié supérieure d'une bordure qui se trouvait dans une salle ouverte du péristyle sud (4), et contient également un chrisme et un alpha et un oméga d'origine chrétienne. importance. Dans d'autres mosaïques qui pourraient être antérieures, les sujets sont païens.

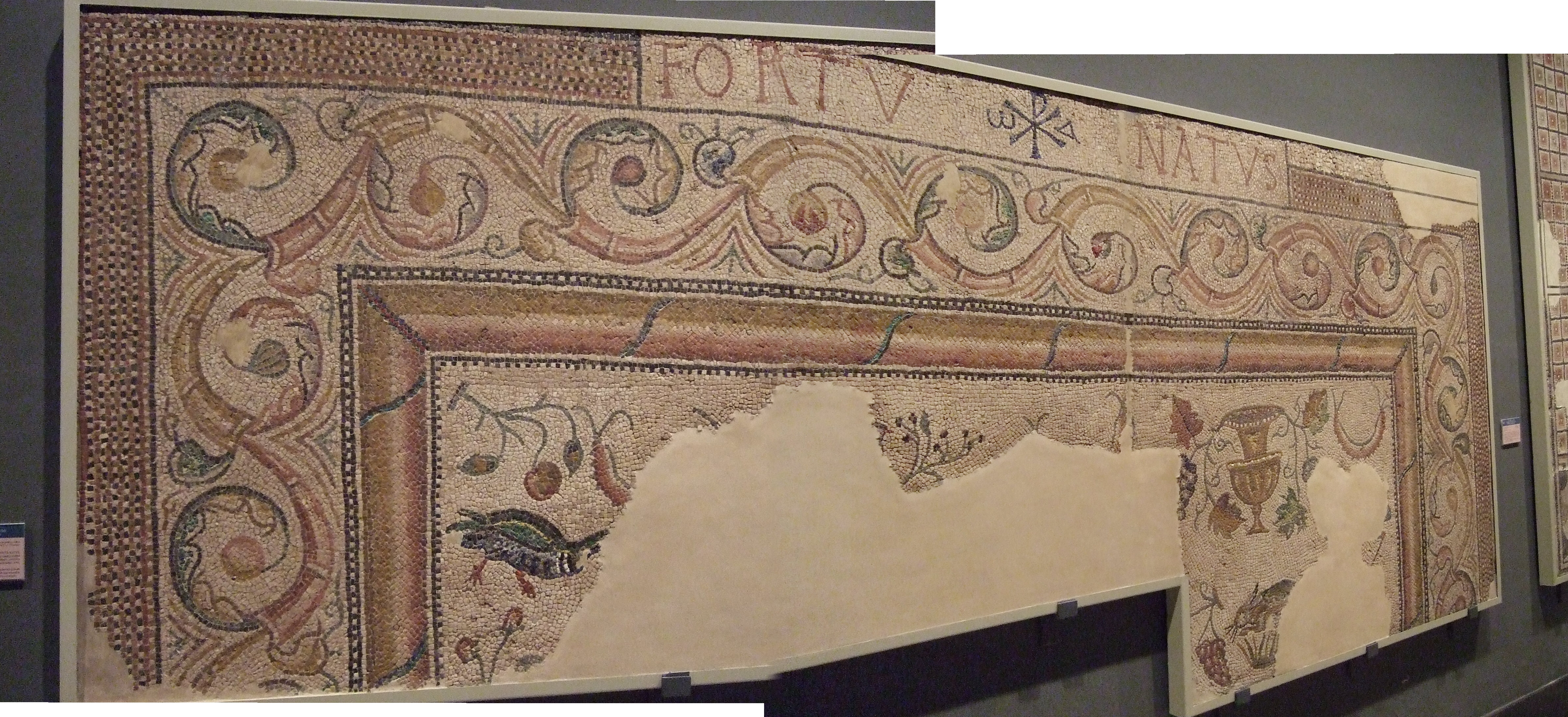
Mosaïque Fortv+Natvs.
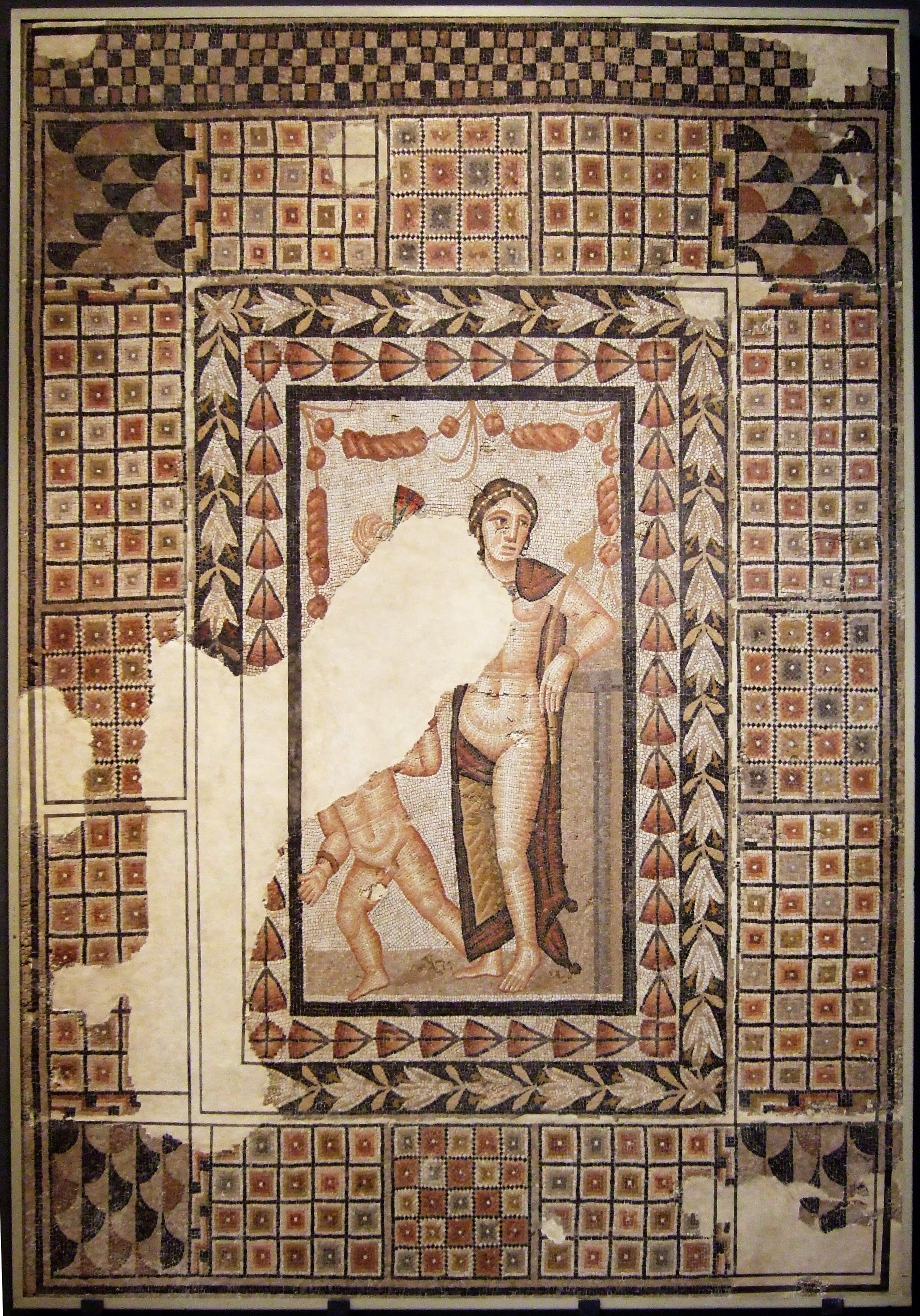
Mosaïque de Vénus et Éros.

Dans la galerie sud se trouvait un calendrier agricole du IVe siècle, composé de douze tableaux représentant des animaux et des fruits caractéristiques de chaque mois. Huit des douze mosaïques se trouvent au Musée de Saragosse, deux mois sont encore dans leur emplacement d'origine et deux autres ont été détruites. 
À Saragosse est également conservée la mosaïque de l'exèdre, qui représente un vase avec des branches ondulantes, des cercles et des grappes de raisin.

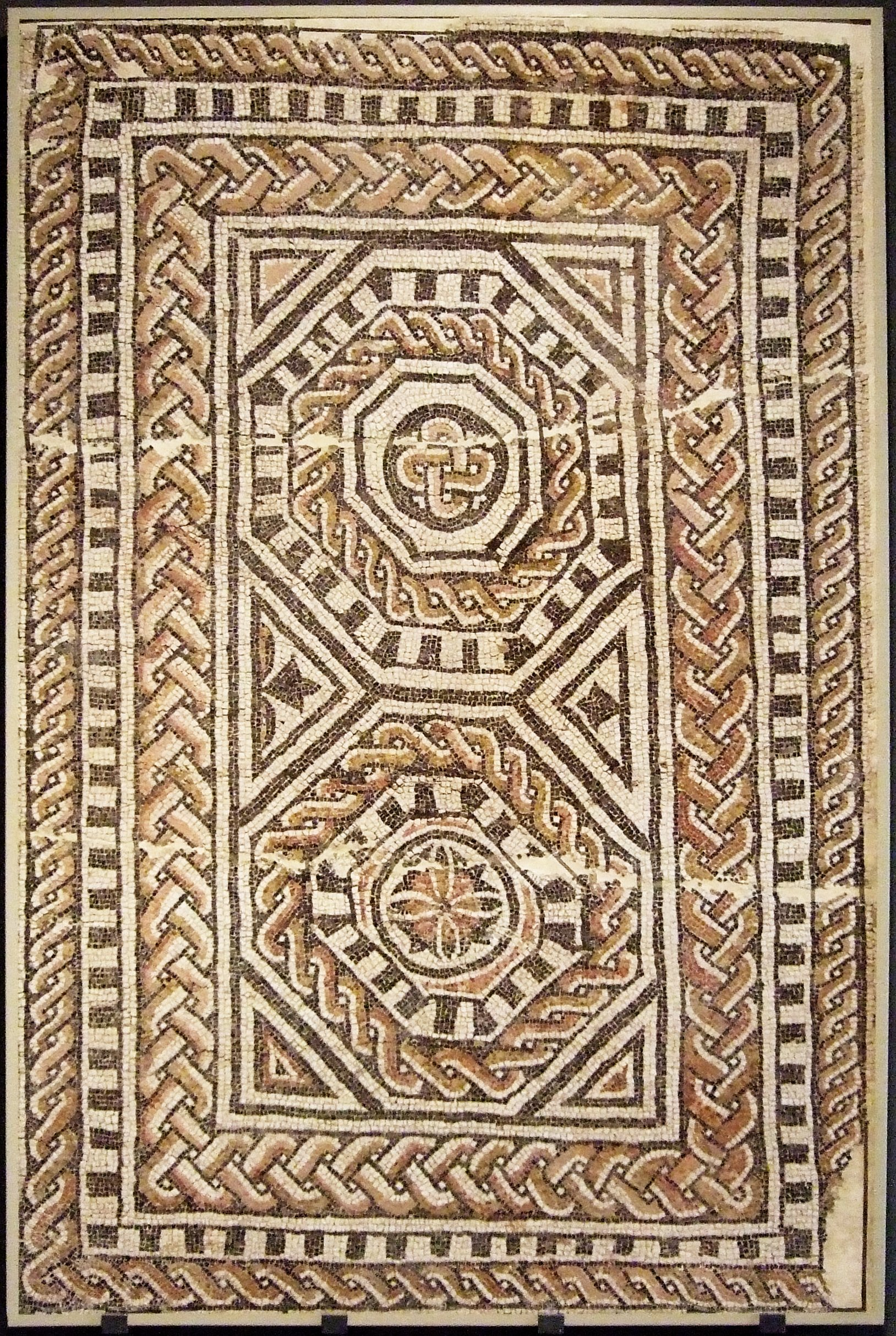
Mosaïque géométrique.
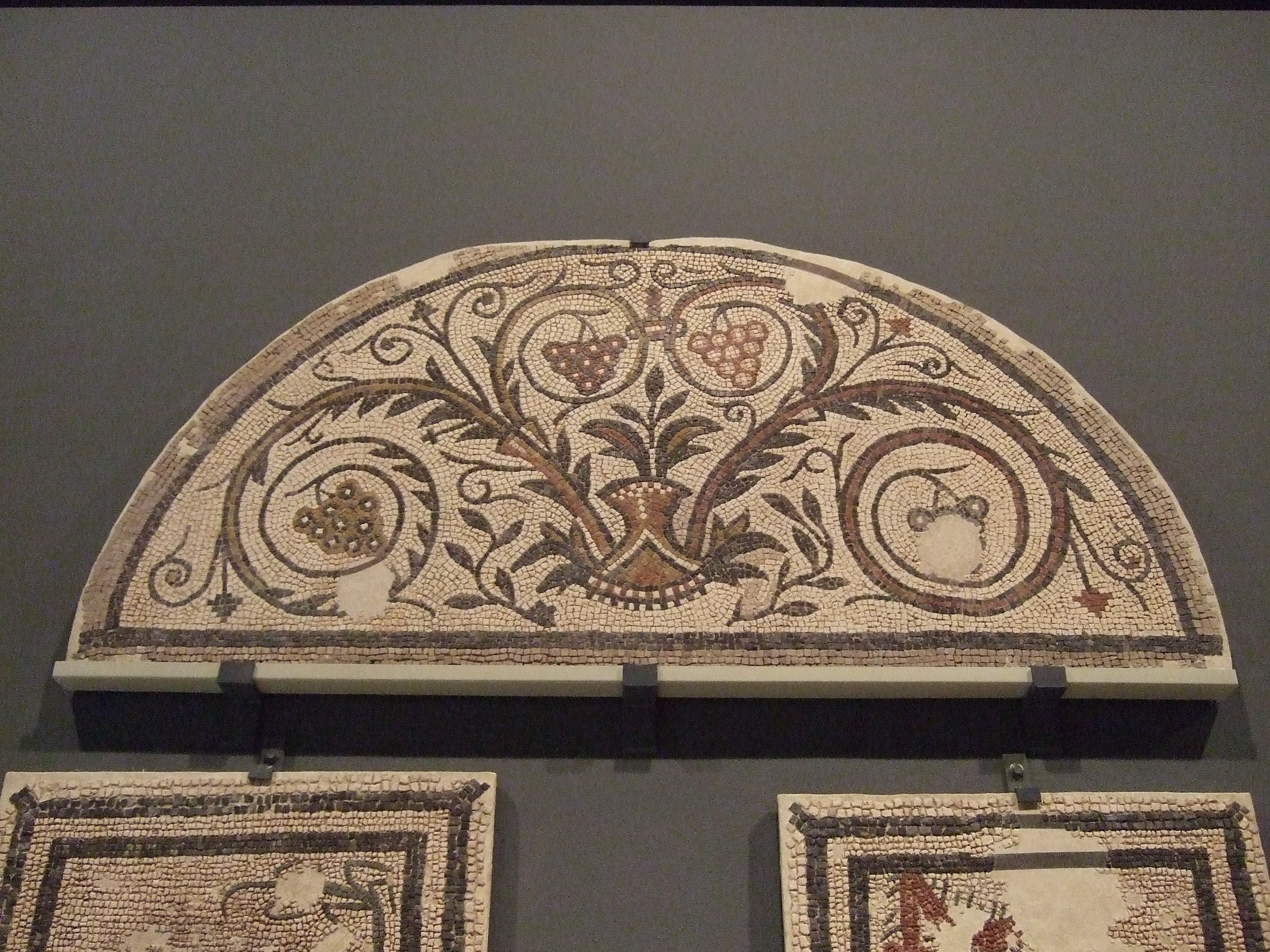
Mosaïque de l'exèdre.
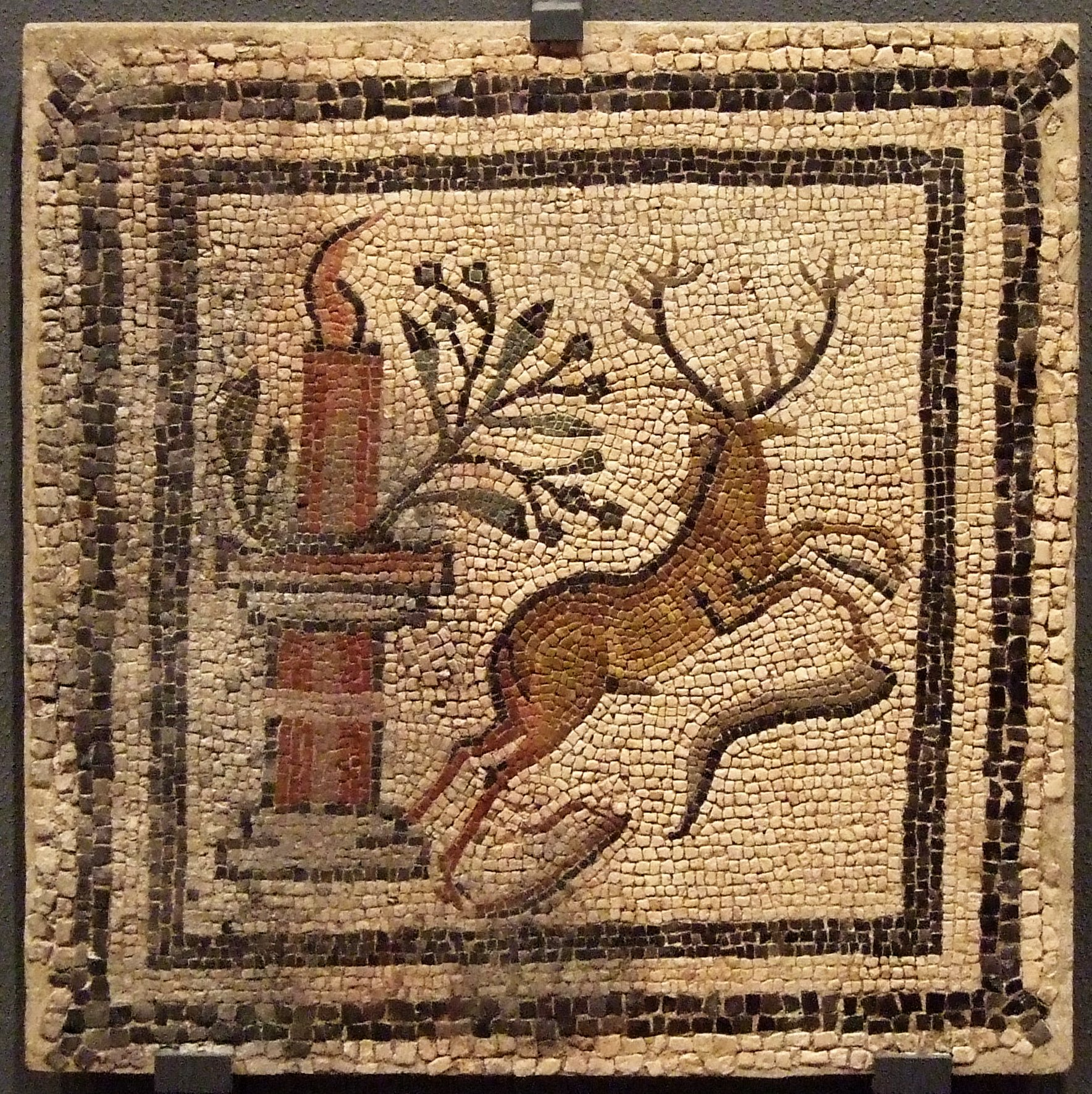
Décembre: cerf au galop et autel avec bougie et branches d'olivier.

## Galerie

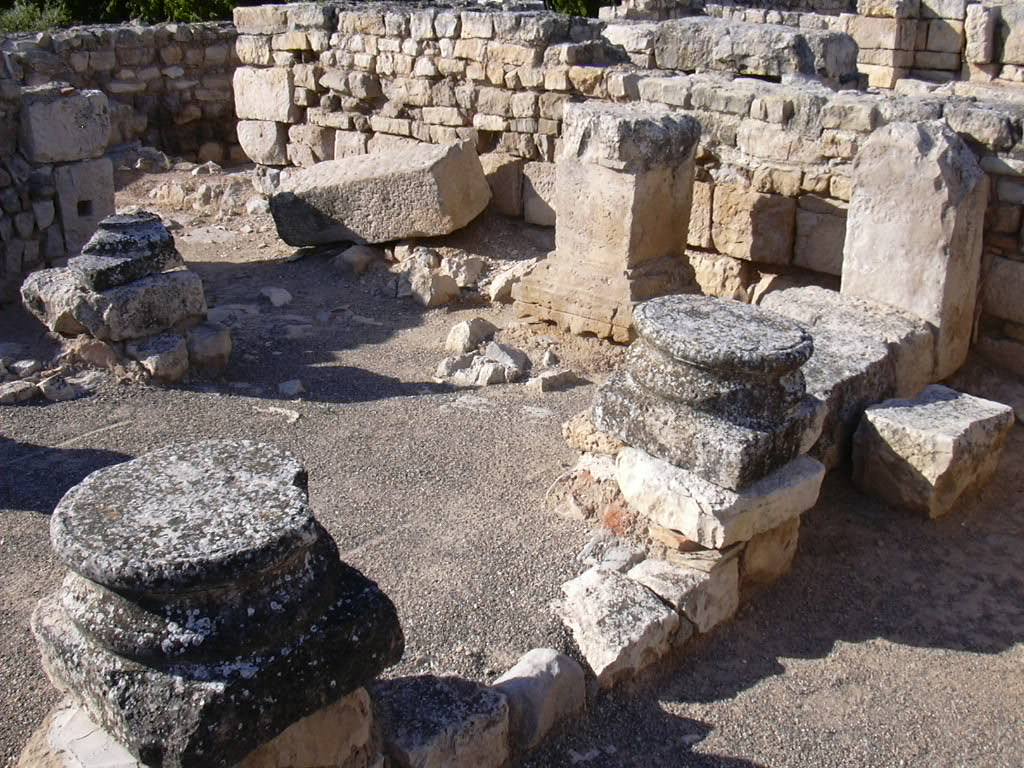
Stèle votive romaine.
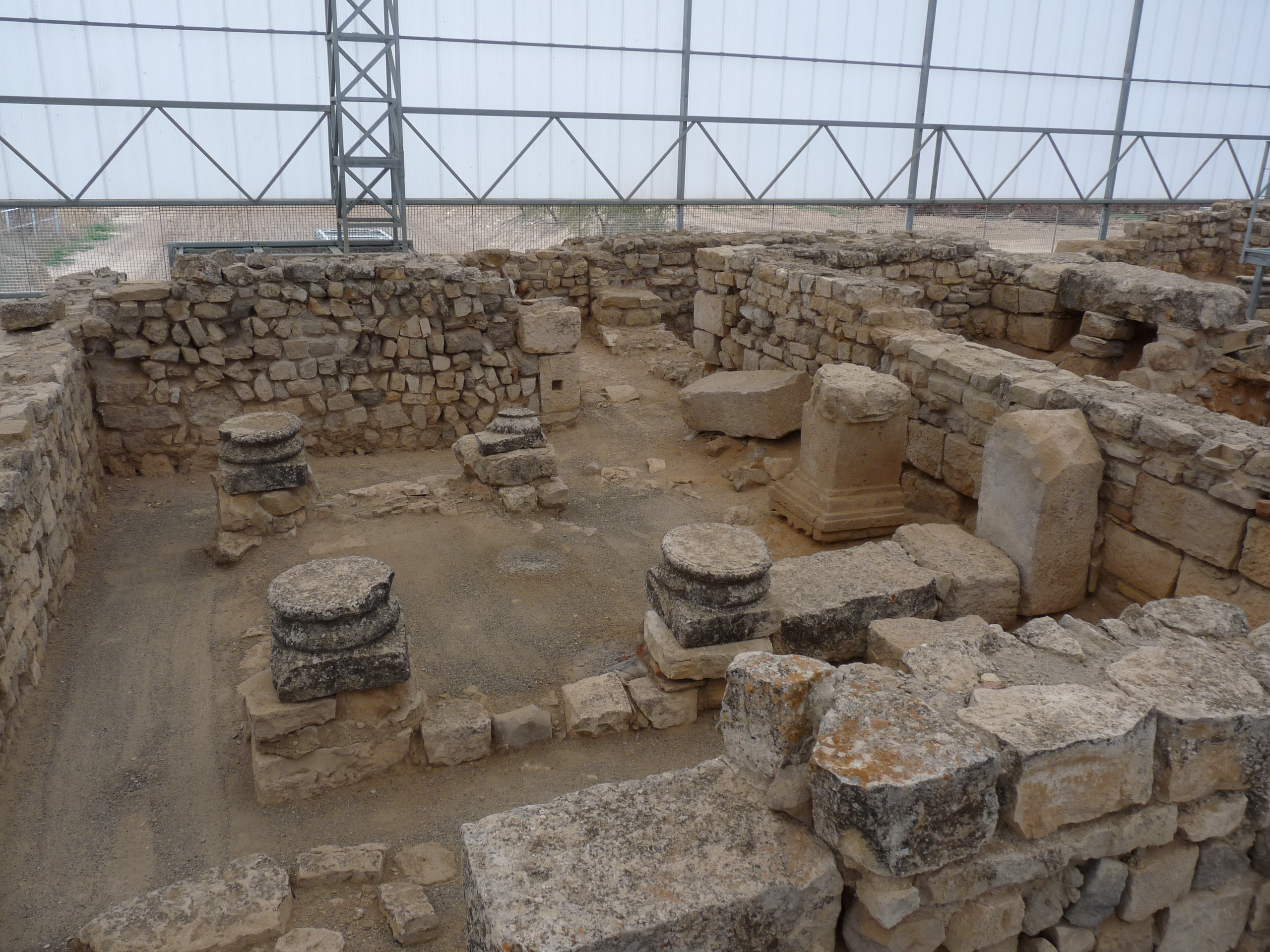
Baptistère.
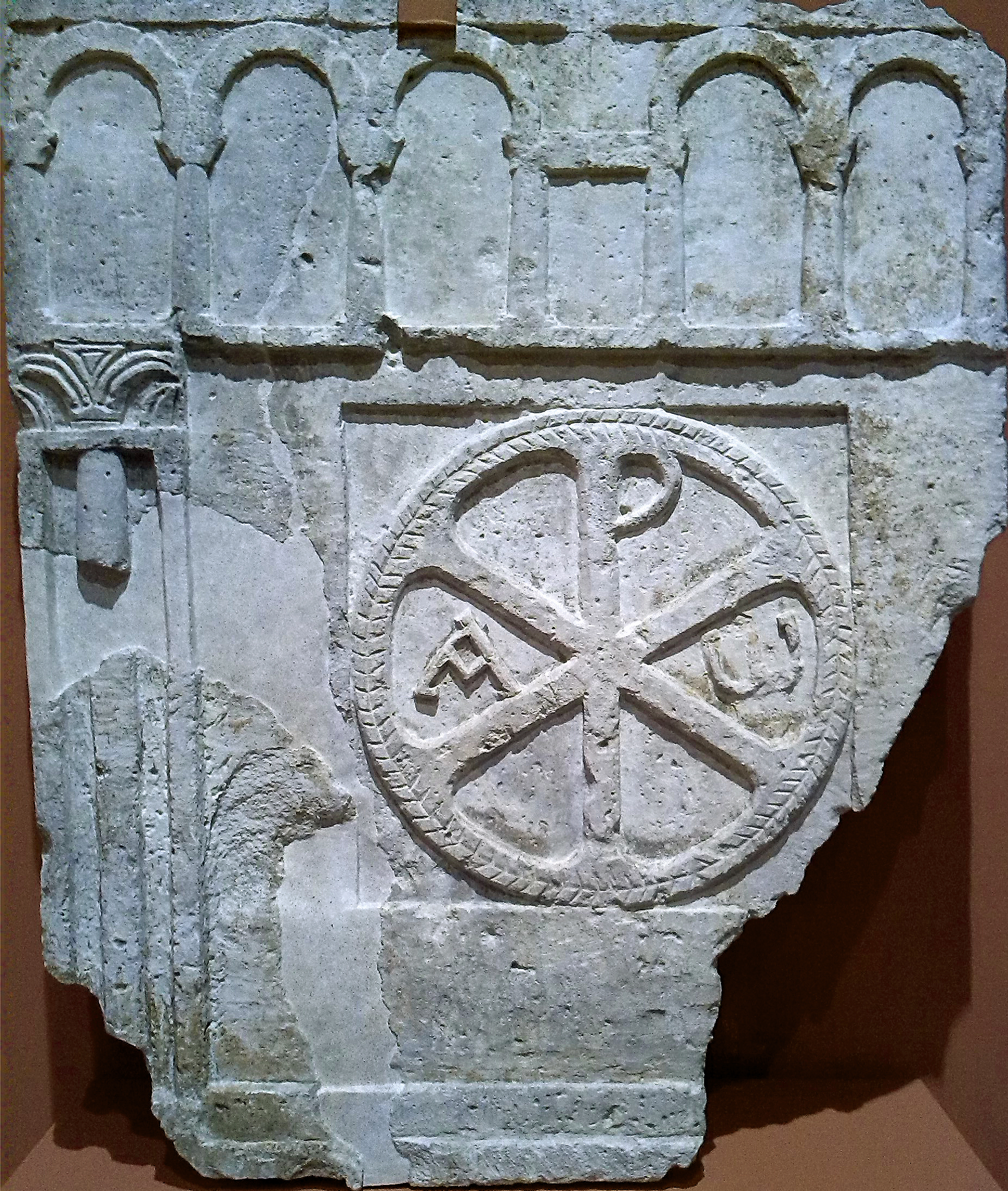
Chrisme.